# Nowa Georgia (grupa wysp)

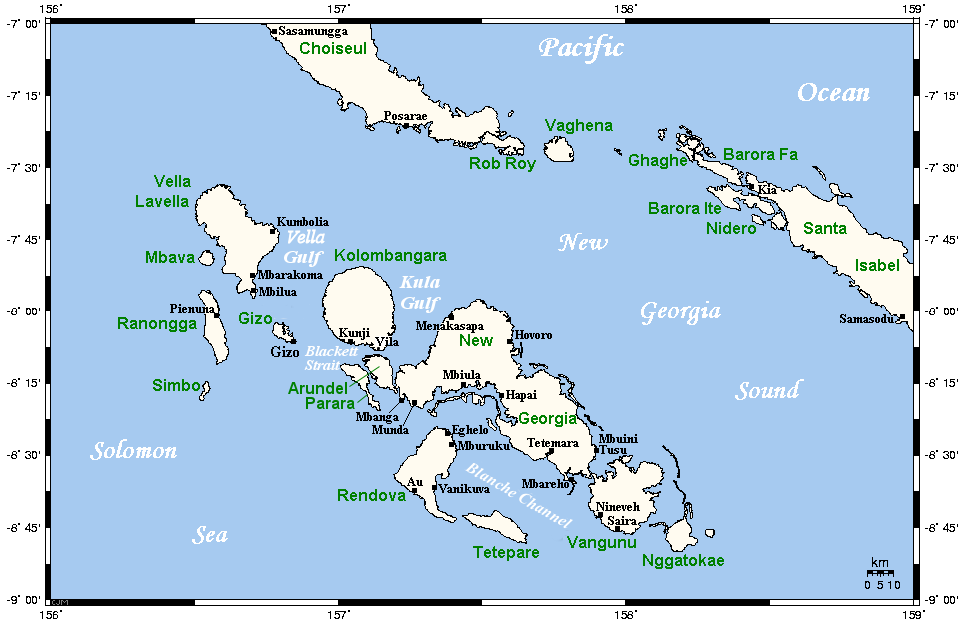
Grupa wysp Nowej Georgii - w centrum Nowa Georgia

Nowa Georgia (ang. New Georgia) – grupa wysp wulkanicznych na Oceanie Spokojnym należących do archipelagu Wysp Salomona. Administracyjnie przynależy do Prowincji Zachodniej. 
Powierzchnia 5,2 tys. km². Największą wyspą jest Nowa Georgia (1,8 tys. km²). Wyspy pokryte są lasami równikowymi, a zamieszkane przez Melanezyjczyków. Wyspy są otoczone rafami koralowymi. Dominuje uprawa palmy kokosowej. 
Pozostałe wyspy grupy to: 
- Vella Lavella
- Mbava
- Ranonnga
- Gizo
- Kolombangara
- Arundel
- Parara
- Rendova
- Tetepare
- Vangunu
- Nggatokae